# Zobobol
Zobobòl (odontalgija) je bolečina v zobu. Gre za najpogostejšo akutno ustno-obrazno bolečino. Pogostnost zobobola je velika. V posameznem letu občuti zobobol 27 odstotkov splošne populacije v razvitih državah.

## Vzroki
Zobobol lahko povzročajo dejavniki v samem zobu (odontogeni zobobol) ali pa v okolnih tkivih (neondotogeni zobobol). Večino zobobolov povzroči odontogeni dejavnik, hkrati pa obstaja veliko neondotogenih vzrokov za zobobol (vnetje sinusa, angina pektoris ...). Zobobol je sicer bolečina, značilna za okvaro zobne pulpe ali periapikalnih tkiv, zaradi možnih drugih vzrokov pa ni pa zanesljiv pokazatelj obolenja.

### Odontogeni vzroki
Med vzroki zobobola, ki izvirajo iz zobnega tkiva, so pulpitis (vnetje zobne pulpe), običajno kot posledica zobne gnilobe ali poškodbe zoba, preobčutljivost zobovine, vnetje pozobnice, lokaliziran ognojek, vnetje alveolarne kosti, akutni nekrotizirajoči ulcerativni gingivitis ... 
Bolečinski receptorji se nahajajo tako v pozobnici (vezivni strukturi, ki obkroža zobno korenino) in v zobna pulpa|zobni pulpi, v slednji pa ni proprioceptorjev in mehanoceptorjev.:125–135 Posledično je zato običajno bolečina, ki izvira iz dentina in pulpe, slabo lokalizirana, medtem ko je bolečina, ki izvira iz pozobnice, praviloma dobro lokalizirana.

### Neodontogeni vzroki
Neodontogeni zobol lahko izvira iz okolnih obzobnih tkiv, lahko pa je zobobol tudi posledica prenesene bolečine iz oddaljenejšega dela telesa. Mehanizem nastanka prenesene bolečine ni popolnoma
pojasnjen, odgovorni pa so tako periferni kot centralni mehanizmi. Do nje pride navadno zaradi močnega draženja vlaken C.
Neodontogeni vzroki zobobola so veliko manj pogosti. Lahko ga povzročijo na primer migrena ter bolezni ušes, možganov, karotidnih arterij in srca (na primer angina pektoris).:80,81 Zelo redko je lahko tudi prihičnega izvora.:57–58

## Diagnosticiranje
Postavitev diagnoze zobobola je lahko zahtevna,:80,81 saj so njegovi vzroki številni, hkrati pa se kaže zelo različno.:975 Bolečina lahko izvira iz zoba ali pa drugega dela telesa. Bolečina, ki izvira iz zoba, se lahko kaže kot katera koli druga obrazna bolečina. Ker so vzroki, ki izhajajo iz zoba, veliko pogostejši,:40 se nanje pri diagnosticiranju najprej pomisli, preden se išče naprej redkejše možne dejavnike. Hkrati velja, da pri gre pri obrazni bolečini najprej pomisliti na zobobol.:975 Za postavitev diagnoze so po pravilih dobre klinične prakse potrebni izčrpna splošna in specialna anamneza ter natančen klinični in rentgenski pregled. Pri specialni anamnezi je pomemben pacientov opis sedanje bolečine, pa tudi bolečine v preteklosti. S pomočjo anamneze zobozdravnik ugotavlja trajanje, kakovost, pogostnost, jakost, lego, širjenje bolečine, sprožilne dejavnike, dejavnike ki omilijo bolečino, in povezane dejavnike.

## Epidemiologija
Zobobol je pogosta oblika bolečine. Gre za najpogostejšo obliko akutne bolečine v predelu ust in obraza. V posameznem letu zobobol 27 odstotkov splošne populacije v razvitih državah, v domovih za ostarele pa kar 40 %. Zobobol je glavni vzrok za obisk pacienta pri zobozdravniku.